# 15669 Pshenichner
15669 Pshenichner eller 1974 ST1 är en asteroid i huvudbältet som upptäcktes den 19 september 1974 av den ryska astronomen Ljudmila Tjernych vid Krims astrofysiska observatorium på Krim. Den är uppkallad efter Boris Grigor'evich Pshenichner.
Asteroiden har en diameter på ungefär 3 kilometer.